# Диво-жінка
Диво-жінка (англ. Wonder Woman) — вигадана супергероїня з американських коміксів DC Comics, знакова фігура популярної культури воєнного часу, феміністська ікона. Героїня повнометражних фільмів Диво-жінка (2017), Диво-жінка 1984 (2021), Професор Марстон і Диво-жінки (2017, про історію створення).
Вперше з'явилася в «All Star Comics» № 8 у жовтні 1941 року, а перша згадка про неї вийшла в «Sensation Comics» № 1 у січні 1942 року. Назва «Диво-жінка» публікувалася DC Comics майже безперервно, за винятком короткої перерви 1986 року. На її батьківщині, острівній державі Феміскіра, її офіційний титул — принцеса Діана Феміскіра. Вливаючись у суспільство за межами своєї батьківщини, вона іноді приймає свою цивільну ідентичність Діани Прінс.
Історія походження Чудо-жінки (від Золотого до Бронзового віку) розповідає, що вона була виліплена з глини своєю матір'ю, королевою Іпполітою, і вона отримала життя амазонки разом із надлюдськими здібностями як дари грецьких богів. У 2011 році DC змінила своє походження, припустивши, що вона є біологічною донькою Зевса та Іполіти, яку виховують разом її мати та її тітки Антіопа та Меналіппа. Персонаж змінювався в зображенні протягом десятиліть, у тому числі на короткий час повністю втратив свої повноваження наприкінці 1960-х років; до 1980-х років художник Джордж Перес надав їй спортивний вигляд і підкреслив її амазонське походження. У неї є цілий арсенал магічних предметів, у тому числі Ласо Істини, пара непорушних браслетів, діадема, яка служить снарядом, і, у старих історіях, ряд пристроїв, заснованих на технології амазонок.
Персонаж Диво-жінки був створений під час Другої світової війни; Персонаж в цій історії спочатку був зображений у боротьбі з силами Осі, а також з різнокольоровими суперлиходіями, хоча з часом в її історіях більший акцент стався на персонажах, божествах і монстрах з грецької міфології. Багато історій зображували Диво-жінку, яка звільнилася від рабства, що суперечило тропу «діві в біді», який був поширеним у коміксах 1940-х років. За десятиліття, що минули з моменту її дебюту, Диво-жінка отримала безліч ворогів, які прагнуть її знищити, включаючи класичних лиходіїв, таких як Гепард, Арес, Цирцея, Доктор Пойзон, Гіганта, Блакитний Сніговик, Доктор Кібер, а також нещодавні вороги, такі як Вероніка Кейл і Первісток. Диво-жінка також регулярно з'являлася в коміксах, де зображені команди супергероїв «Товариства справедливості» (з 1941 року) та «Ліги справедливості» (з 1960 року).
Персонаж є архетиповою фігурою в популярній культурі, визнаною в усьому світі, частково завдяки тому, що він широко адаптований на телебаченні, в кіно, анімації, товарах та іграшках. 21 жовтня відзначається День Диво-жінки на честь виходу її першої появи в коміксах All Star Comics № 8 (за винятком 2017 року, коли цей день відзначався 3 червня, щоб прив'язати цей день до виходу однойменного фільму).
Диво-жінка була представлена в різних засобах масової інформації, від радіо до телебачення та кіно, і з'являється в товарах, що продаються по всьому світу, таких як одяг, іграшки, ляльки, ювелірні вироби та відеоігри. Серед інших озвучили персонажів для анімаційних адаптаційШеннон Фарнон, Сьюзен Айзенберг, Меггі К'ю, Люсі Лоулесс, Кері Рассел, Розаріо Довсон, Кобі Смалдерс, Рейчел Кімсі та Стана Катич. Диво-жінку зняли як у кіно, так і на телебаченні Лінда Гаррісон, Кеті Лі Кросбі, Лінда Картер, Меган Гейл, Едріанн Палікі та у фільмах DC Extended Universe Галь Гадот.

## Історія

### 1940-ті роки
Ера коміксів про супергероїв почалася з появою Супермена (1938) у Action Comics № 1. Невдовзі багато видавництв почали випускати власні комікси про супергероїв, тому цей період пізніше назвали «золотим віком» коміксів. На початку 1940-х феміністський психолог і фанат коміксів Вільям Моултон Марстон зауважив, що у світі американських коміксів практично немає жіночих персонажів. Марстон, який був переконаний у «моральній вищості» жінок, вважав це великою помилкою. Він об'єднався з Максом Гейнсом, керівником All-American Comics (який пізніше став DC Comics), і задумав жінку, яка була б такою ж сильною, як Супермен, але з «усією силою Супермена плюс усією привабливістю добра і красива жінка»). Як перша класична жінка-супергерой, Диво-жінка ретельно досліджується в рамках гендерної соціології та фемінізму. Письменник Тім Генлі писав про Диво-жінку у своїй книзі «Диво-жінка без кордонів».

У жовтні 1940 року в інтерв'ю журналу Family Circle Вільям Моултон Марстон обговорював нереалізований потенціал коміксів. Ця стаття привернула увагу видавця коміксів Макса Ґейнса, який найняв Марстона освітнім консультантом для National Periodicals і All-American Publications, двох компаній, які об'єдналися, щоб створити DC Comics. У той час Марстон хотів створити власного нового супергероя; Дружина Марстона та колега-психолог Елізабет запропонувала йому, що це має бути жінка:
Вільям Мултон Марстон, психолог, вже відомий тим, що винайшов поліграф, вигадав ідею нового типу супергероя, який би перемагав не кулаками чи вогнепальною силою, а любов'ю. "Добре, - сказала Елізабет. "Але нехай це буде жінка".
Марстон уявив собі чорноволосу, сильну та привабливу принцесу-амазонку на ім'я Діана, яка була надлюдськи сильною та вміла добре битися. Як одяг супергероїні, вона носила діадему, червоний корсаж із зображенням золотого орла з розпростертими крилами на подолі та синю міні-спідницю з білими зірками: останні були натяками на національний прапор США. Як спорядження вона мала магічне ласо, яке змушувало захоплену жертву говорити правду. Амазонка також мала два срібних браслети, за допомогою яких вона могла відбивати кулі. Подібно, як Супермен мав слабкість до криптоніту, її слабкість полягала в тому, що якщо чоловік скував її браслети або зв'язав її, вона втрачала всі свої сили. Спочатку ім'я супергероїні Амазонки було Супрема, але Гейнс змінив ім'я на Диво-жінка.
Диво-жінку створили американський психолог і письменник Вільям Марстон та художник Гаррі Г. Пітер. Дружина письменника, Елізабет Марстон, та їх поліаморна супутниця життя Олів Бірн стали натхненням для появи персонажа. У коміксах Марстона були представлені його ідеї щодо теорії DISC, і Диво-жінка черпала натхнення у ранніх феміністок, і особливо у Маргарет Сенгер, яку цікавила проблема протизаплідних засобів; зокрема, у її творі «Жінка та нова раса».
У Диво-жінці він бачив вираження несвідомого чоловічого бажання бути зв'язаним і приборканим жінкою, так і взірець для наслідування для молодих людей, які, на його думку, цінували підкорення люблячому авторитету через комікс і могли таким чином навчитися жити разом мирно: «Тільки коли контроль над собою з боку інших у міжособистісних стосунках є більш приємним, ніж необмежене самоствердження, ми можемо сподіватися на стабільне, мирне суспільство. […] Дарувати іншим, бути під їхнім контролем, підпорядковуватися іншим людям неможливо без сильного еротичного елементу». Коли Марстон висловив ідею Диво-жінки Бірну, Бірн був переконаний, що більшість читачів коміксів чоловіки ніколи не приймуть таку емансиповану жінку. Проте продажі журналів Wonder Woman були вище середнього: Марстон правильно зробив висновок, що читачам подобається Wonder Woman не тому, що вона була нетипово сильною жінкою, а радше тому, що вона була нетипово сильною жінкою.
Історія розробки образу Диво-жінки та роль Елізабет Марстон і Бірн у формуванні її образу оповідається у художньому фільмі Професор Марстон і Диво-жінки (2017).
Диво-жінка вперше з'явилася в All Star Comics № 8. Тут вперше розповідається про її походження та передісторію. У цій пригоді американський пілот на ім'я Стів Тревор розбивається на «райському острові» амазонок королеви Іпполіти Феміскіра під час Другої світової війни. Коли вона вперше з'явилася, царицю звали Іполитою. Її донька принцеса Діана отримує право повернути його до «світу людей», таємно слідкує за ним у своїй секретній ідентичності як міністерка армії Діана Прінс і присвячує себе боротьбі проти нацистів. Комікс надихнула тенісну зірку Еліс Марбл. Вона прийняла запрошення Макса Гейнса приєднатися як співавторка до нещодавно запланованої серії «Диво-жінка». Дебют нової серії відбувся наступного року (Wonder Woman № 1, травень 1942). Важливим другорядним персонажем була солдатка Етта Кенді, яка була представлена в тому ж році і стала хорошою подругою Діани. Повторюваним гегом у історіях того часу було те, що мисливець на нацистів Тревор завжди хоче захистити нібито слабку Діану, але натомість Диво-жінка завжди рятує його самого. Моултон і Марбл працювали разом над першими 20 номерами Wonder Woman, причому Марбл створив чотиристорінкові оповідання про «історичних Диво-жінок» (напр. Флоренс Найтінгейл, Клару Бартон або Доротею Дікс).
Провідний автор Марстон незабаром зіткнувся з проблемами. Він був відвертим прихильником бондажу і написав багато історій, у яких як чоловіків, так і жінок зв'язували, били батогом або опинялися в принизливому становищі. Диво-жінку регулярно бачили зв'язаною або без її здібностей через те, що її браслети були прикуті до неї. Хоча сцени в коміксах були більше інфантильними, ніж сексуальними, згадки про БДСМ були очевидними. Це призвело до того, що Макс Гейнс надіслав Марстону записку, в якій порадив йому «зменшити кількість сцен із Диво-жінкою в кайданах на 50-75 відсотків».

### 1950-ті роки
У 1950-х роках Сполучені Штати Америки перебували в полоні сенатора Джозефа Маккарті, під керівництвом якого відбулося антикомуністичне полювання на відьом на нібито антиамериканські та антимолодіжні елементи. У 1954 році Фредрік Вертам опублікував свою сумнозвісну книгу «Зваблення невинної», в якій, серед іншого, він звинуватив закоренелого холостяка Бетмена в гомосексуалізмі, а емансиповану Диво-жінку в тому, що вона лесбіяйка, і закликав покінчити з цими коміксами. Від цієї кампанії сильно постраждала DC Comics. Вона відреагувала на падіння продажів скасуванням або призупиненням багатьох невеликих серій коміксів. Але серіали про Супермена, Бетмена та Диво-жінку залишилися, тому цих трьох персонажів донині називають «великою трійкою» DC Comics.

### 1960-ті роки
Після цієї кризи почався «срібний вік» коміксів, у якому супергероїв зображували більш людяними і невразливими. Крім того, передісторію Диво-жінки було переписано та міцніше закріплено в грецькій міфології. Її сили та зброя тепер розглядалися як подарунки від богів: браслети були від Зевса, її ласо від Геї, і вона буквально була «гарна, як Афродіта, мудра, як Афіна, сильніша за Геракла та швидша за Гермеса». Тепер її червоно-синьо-золоту сукню пояснюють тим, що її дизайн натхненний прапором США Стіва Тревора. Крім того, була винайдена її помічниця Диво-дівчина (1965), молода дівчина на ім'я Донна Трой. За цей час Диво-жінка тимчасово втратила свої сили і, як смертна жінка, набагато гостріше відчула наслідки війни та страждань. Під керівництвом свого наставника, сліпого азіатського генія бойових мистецтв І Цзин, який з'явився на світ у 1968 році, Діана навчилася далекосхідному рукопашному бою, і її сприймали більше як авантюриста, ніж супергероя.

### 1970-ті роки
«Bronze Age» (нім. Bronze Age) коміксів почалася в 1970-х роках, на яку з одного боку сильно вплинули соціально-критичні та поп-елементи. Натхненна такими серіалами про агентів, як «Джеймс Бонд» або «З парасолькою, чарівністю та казанком», Диво-жінка, на яку до того часу більше вплинув стиль 1940-х років, стала модною агенткою, яка був більше схожа на Емму Піл із «З парасолькою, чарівністю та казанком», ніж грецьку воячку. Візуально це означало велику зміну для читачів: у той час як Диво-жінка завжди носила золоту тіару, червоно-золотий корсаж і синю міні-спідницю з білими зірками з часів Марстона, тепер вона носила одяг, заснований на моді 1970-х. Ця зміна тривала кілька років, доки ілюстратори не намалювали її з модернізованою версією старого костюма: у цій версії корсаж і міні-спідниця були замінені цільним костюмом. Крім того, у 1973 році Диво-жінка знову отримала надздібності, частково тому, що феміністки витлумачили багаторічне ослаблення найвидатнішу супергероїню DC Comics як сексизм.
У 70-ті також відбулися зйомки дуже популярного телесеріалу «Диво-жінка» з Ліндою Картер, який виходив з 1975 по 1979 рік і досі має культовий статус. У Німеччині комікси Wonder Woman поширювалися видавництвом Ehapa з 1976 по 1983 рік. «Германізоване» ім'я супергероїні було «Диво-дівчина». Пізніші видання Wonder Woman розповсюджувалися Dino Verlag або Panini і використовували оригінальну англійську назву.

### 1980-ті роки
У середині 80-х DC Comics вирішила створити сюжетну лінію Криза на нескінченних Землях, яка очистила мультивсесвіт DC Comics, який був перевантажений паралельними вимірами. (Наприклад, «нормальна» Земля була Землею-1; у Землі-2 всі герої були у версії до Вертама; у Землі-А всі герої Землі-1 були лиходіями, і навпаки тощо). У березні 1986 року Диво-жінка та Стів Тревор одружилися (Диво-жінка № 329), але це було скасовано після «Кризи на нескінченних землях», оскільки за модернізованою історіографією Стів Тревор ніколи не зустрічав Діану. Замість Стіва це була його (переосмислена) мати Діана Тревор, яка пролетіла над островом Амазонка під час Другої світової війни та героїчно пожертвувала собою, щоб вигнати демона. Діана отримала своє ім'я від неї, а червоний, синій і золотий кольори — від її прапора США. Тревора також зробили старшим, а роман 1930-х років між ним і Діаною/Диво-жінкою змінився так, що він і Етта Кенді стали парою.
Це поклало початок «сучасній епосі» коміксів, яка триває досі. Для Чудо-жінки це означало, що тепер вона переосмислена як посол народу Амазонок, який виконує місію нести мир і мудрість у світ чоловіків. Її більше не писали як всезнаючу та мудру, а як початківця, що бореться, що знає лише грецьку мову та мусить спочатку вивчити англійську та як користуватися сучасними технологіями.
Крім того, була змінена золота обробка костюма Диво-жінки. Хоча раніше ілюстратори малювали орла з розпростертими крилами, тепер його замінили стилізоване подвійне W (для Диво-жінки). Оскільки, на відміну від орла, цей символ Світової війни можна було запатентувати, він став новою торговою маркою для продуктів Wonder Woman. Це означало, що дохід від коміксів, ігрових фігурок, ланч-боксів тощо можна збільшити, а «WW» досі є безпомилковим символом статей про Диво-жінку сьогодні.

### 1990-ті роки
На початку 1990-х років письменник Вільям Месснер-Лебс зобразив Чудо-жінку як знедолену жінку, травмовану багатьма ударами долі. Діані довелося насилу повернутися до повсякденного життя та працювала, серед іншого, продавчинею фаст-фуду. Месснер-Лебс наказав їй тимчасово (1994) втратити роль Чудо-жінки іншій амазонці на ім'я Артеміда. Малюнки Майка Деодато, які були пронизані фан-сервісом, були поляризаційними, але незважаючи на це (точніше, через це) видання продавалися дуже добре. Його наступник, Джон Бірн, встановив, що мати Диво-жінки, Іполита, також була Диво-жінкою до неї. Крім того, знову було підкреслено стародавній елемент, тому Диво-жінкам часто доводилося змагатися з класичними грецькими лиходіями, особливо зі злим богом війни Аресом і підступною чарівницею Цирцеєю. Згодом, однак, Діану відновили як єдину Диво-жінку. Вона також знайшла нового помічника: коли сценаристи DC зробили Донну Трой «повноцінною» супергероїнею на ім'я Троя, молода дівчина на ім'я Кассандра Сендмарк стала новою Диво-дівчиною (1996).

### 2000-ті роки
У новому тисячолітті всесвіт DC Comics кілька разів змінювався. У сюжетній лінії «Нескінченна криза» (2005) Диво-жінка змушена вбити суперлиходія Максвелла Лорда, щоб її вигнали як убивцю у світі DC Comics. Вона переховується і починає стосунки зі своїм колегою Немезідом, які пізніше закінчуються. У сюжетній лінії DC One Year Later (2006) було встановлено, що Донна Трой насправді була магічно створеною близнючкою Діани/Диво-жінки. У 2009 році костюм Диво-жінки знову змінився: вона продовжувала носити золотисто-синьо-червоне боді поверх нього, але поверх нього вона одягла чорну шкіряну куртку та чорні легінси (обидва — данина образу агента 1960-х), а червоні чоботи зникли.

### 2010-ті роки
У серпні 2010 року (випуск № 600) Джозеф Майкл Стражинськи взяв на себе обов'язки сценариста серіалу та представив Диво-жінку альтернативній часовій шкалі, створеній Богами, у якій Райський острів був знищений, а амазонки розсіяні по всьому світу. У цій хронології Діана — сирота, яка виросла в Нью-Йорку. Весь світ забув про існування Диво-жінки, і головною історією цього забігу було те, як Діана намагалася відновити реальність, хоча сама цього не пам'ятає. Головним ворогом Диво-жінки виступила трійка богинь смерті під назвою Морріган. У цій серії Диво-жінка одягнена в новий костюм, розроблений Джимом Лі. Страиинськи визначив сюжет і продовжував писати обов'язки до «Диво-жінки» № 605; потім письменник Філ Гестер продовжив свою серію, яка врешті завершилася в Диво-жінці № 614.
У 2011 році The New 52 DC Comics перезапустила всю лінійку своїх публікацій, щоб залучити нове покоління читачів, і таким чином випустила 4 том коміксів Wonder Woman. Брайану Аззарелло та Кліффу Чангу доручили відповідно сценаристів і художників, і вони значно оновили історію персонажа. У цій новій безперервності Диво-жінка носить костюм, схожий на свій оригінальний костюм Марстона (за винятком червоно-чорно-сріблястої колірної гами, а не класичної червоно-синьо-золотої), використовує меч і щит і має абсолютно нове походження. Більше не глиняна фігура, оживлена магією богів, вона натомість є напівбогинею та природженою дочкою Іполіти та Зевса. Реконструкція персонажа Аззарелло та Чіанг була схвалена критиками, але викликала великі розбіжності серед давніх шанувальників персонажа.
У 2016 році DC Comics знову відновив усі свої публікації в рамках перезавантаження продовження «DC Rebirth», і новий п'ятий том «Диво-жінки» виходив кожні півмісяця разом із письменником Ґрегом Рукою. Цей п'ятий том «Диво-жінки» є частиною «Всесвіту DC», нинішньої спадкоємності, встановленої після Rebirth. Спочатку нова серія не використовує звичайну сюжетну лінію, яка існує між кожним випуском; натомість у книзі є дві окремі сюжетні лінії, причому частина оповідання публікується в кожному другому випуску, а частина іншої сюжетної лінії публікується між ними. Ця практика почалася з сюжетної лінії «The Lies» для непарних випусків і «Year One» для парних номерів. Нова сюжетна лінія, представлена в цих випусках, ефективно повторює події з попередньої серії New 52. Сюжетна лінія «The Lies» показує, що численні події з попередньої серії «Диво-жінка», в якій Діану зробили королевою амазонок і богинею війни, насправді були ілюзією, створеною таємничим лиходієм, і вона мала жодного разу не поверталася до Феміскіри з тих пір, як вона пішла, і вона не здатна туди повернутися. Історія «Перший рік» представлена як абсолютно нова історія походження Діани, яка розкриває, як вона отримала свої сили від олімпійських богів, що мало на меті повернути її до її класичного коріння DC. Диво-жінка з'являється в DC Rebirth зі зміненим виглядом із давньогрецьким мотивом, включаючи червону накидку та легкі обладунки, такі як птеруги та щитки на гомілки. Разом із ласо та браслетами вона тепер регулярно використовує свій меч і щит. Художник Wonder Woman: Rebirth Ліам Шарп описав нову броню як утилітарний предмет, який дозволяє їй рухатися вільніше.
У 2018 році DC Comics оголосила Г. Віллоу Вілсон новою сценаристкою серії «Диво-жінка», яка триває. Вілсон розпочала свою серію в листопаді з першої історії під назвою «Справедлива війна».

### 2020-ті роки
У 2020 році Вілсон змінив Стів Орландо, пізніше в тому ж році його змінила Маріко Тамакі. У 2020 році також було змінено порядок нумерації випусків коміксів «Диво-жінка», оскільки подія «Годинник судного дня» від DC об'єднала поточну серію з оригінальною «Золотою ера» в одну безперервну серію. Це означало, що наступний випуск був № 750, незважаючи на те, що попередній номер мав лише № 83. Щоб відсвяткувати, номер був додатковим і зібрав різноманітні оповідання про характер Диво-жінки з попередніми письменниками, такими як Філ Хіменес, Ґейл Сімон і Ґрег Рука, що повертаються. На початку 2021 року було оголошено, що Беккі Клунан і Майкл Конрад виступатимуть сценаристами «Диво-жінки», починаючи з випуску 770 як частини Infinite Frontier, а Тревіс Мур виступатиме початковим художником. Їх випуск триватиме до випуску 800 у червні 2023 року, коли тоді було оголошено, що серія отримає новий номер 1 у рамках перезапуску Dawn of DC. У проєкті Том Кінг виконуватиме роль сценариста, а Деніел Сампере створюватиме художнє оформлення. Перший випуск вийде 6 вересня 2023 року, а оповідання у випуску 800 покладе початок серії, представивши майбутню дочку Діани Ліззі/Трініті.

## Біографія
Диво-жінку зліпила з глини її мати Іпполіта, королева дивовижного світу — Теміскіри. Іпполіта дала їй ім'я Діана, щоб жити як амазонка, а також надлюдські сили — як подарунки грецьких богів. В останні роки DC змінила частину біографії Диво-жінки на те, що вона є дочкою Зевса й Іпполіти, яку разом виховували мати та тітки Антіопа та Меланіпп.
Діана виросла у тренуваннях та відточуванні майстерності і сили, і покинула Теміскіру, подалася у США, а репортери нарекли її Диво-жінкою — богинею істини. На її батьківщині, острівній державі Теміскіра, її офіційним титулом є принцеса Діана Теміскірська. Вливаючись у суспільство за межами своєї батьківщини, вона іноді бере своє людське ім'я Діана Прінс.
Диво-жінка була створена під час Другої світової війни; персонажка в своїх історіях спочатку зображалася у боротьбі з військовими силами Осі, а також різноманіттям різнокольорових суперзлодіїв, хоча з часом її історії стали робити більший акцент на персонажах, божествах і монстрах з грецької міфології.
Персонажка є членкинею-засновницею Ліги справедливості.
За десятиліття після свого дебюту Диво-жінка нажила багато ворогів, спрямованих на ліквідацію Амазонки, включаючи класичних лиходіїв, таких як Арес, Гепарда, Доктор Отрута, Цирцея, Доктор Психо та Гіганта, а також нових противників, таких як Вероніка Кейл і Перший Народжений. Диво-жінка також регулярно з'являлася в коміксах за участю супергеройських команд «Товариство справедливості» (з 1941) та «Ліга справедливості» (з 1960).

### Діана Прінс
Ідентичність «Діани Прінс» є частиною історії Диво-жінки з моменту її дебюту в коміксах у 1941 році. У ранніх історіях Золотого віку Чудо-жінка служила військовою секретаркою під час Другої світової війни, використовуючи ім'я Прінс як прикриття. Пізніше Диво-жінка виконувала роль Прінс, зокрема перекладачку в ООН, капітана ВПС і амбасадорку, а в серіалі 1970-х років Диво-жінка Лінди Картер використовувала роль Прінс як агентку міжвідомчого командування оборони. У розширеному всесвіті DC Прінс працює кураторкою Департаменту старожитностей у надзвичайно престижному музеї Лувр і користується великою пошаною куратора Музею старожитностей Ґотема. Її надзвичайно довге життя, накопичення величезної кількості знань і виняткова проникливість роблять Діану Прінс наймудрішою та емоційно найрозумнішою учасницею Ліги Справедливості.
Під час пробігу Марстона Діана Прінс була армійською медсестрою, яку зустріла Диво-жінка. Медсестра хотіла зустрітися зі своїм нареченим, якого перевели в Південну Америку, але не змогла домовитися про гроші. Оскільки Диво-жінці потрібна була таємниця, щоб доглядати за Стівом (який був госпіталізований до того самого військового госпіталю, в якому працювала Діана Прінс), і оскільки вони обидва були схожі, Диво-жінка дала медсестрі гроші, щоб поїхати до її нареченого в обмін на облікові дані медсестри та взяла Діану Прінс як свій псевдонім. Вона почала працювати армійською медсестрою, а потім секретаркою ВПС.
Особа Діани Прінс була особливо помітною в серії, опублікованій на початку 1970-х років, у якій вона боролася зі злочинністю лише під псевдонімом Прінс і без своїх містичних сил. Щоб прогодувати себе, вона керувала бутиком модного одягу.
Псевдонім Діани Принс також відіграв важливу роль після подій Infinite Crisis. Диво-жінка транслювалася по всьому світу, вбиваючи лиходія на ім'я Максвелл Лорд, оскільки він керував розумом Супермена, щоб він убив Бетмена. Коли Диво-жінка спіймала його своїм ласо, вимагаючи знати, як зупинити Супермена, Максвелл розповів, що єдиний спосіб зупинити його — це вбити Лорда, тож як останній засіб Діана зламала йому шию. Щоб оговтатися від травми вбивства іншої людини, амазонка пішла у самовільне вигнання на один рік. Повернувшись до громадського життя, Діана зрозуміла, що її життя постійним супергероєм та послом віддалило її від людства. Через це вона прийняла образ Діани Прінс і стала агенткою Департаменту металюдських справ. Під час пізнішої битви з відьмою Цирцеєю на Діану було накладено закляття, що залишило її безсилою, коли вона не була в образі Диво-жінки.
Як заявив в інтерв'ю сценарист серіалу Брайан Аззарелло, у серії New 52 Continuity не було фігури Діани Прінс. Однак, коли вони з Суперменом почали зустрічатися, для своєї цивільної ідентичності вона використовувала псевдонім Діана Прінс щоразу, коли була поруч з Кларком Кентом; наприклад, коли вона представилася Лоїс Лейн під цим іменем на новосілля Лоїс.

### Особистість
Вона слугує символом цілісності та людяності, щоб світ чоловіків знав, що означає бути "амазонкою". Маючи в сто разів більшу спритність і силу, ніж наші найкращі спортсмени та найсильніші борці, вона з'являється ніби з нізвідки, щоб помститися за несправедливість або виправити кривду!
—Narrator – All Star Comics #8 (Introducing Wonder Woman) - Written by William Moulton Marston
Багато письменників зображували Діану різними особистостями та тоном; між обома її діаметральними крайніми; світської воячки, надзвичайно співчутливої та спокійної амбасадорки, а іноді також як наївну та невинну людину, залежно від письменника. Те, що залишилося в постійному існуванні і є опорою персонажа, це дихотомія її домінуючої сили та її вихованої людяності: її неперевершена віра в любов, емпатію, співчуття та наявність міцного сумління. Останній аспект був причиною її введення в Зоряні Сапфіри.
Письменницю Ґейл Сімон аплодували за її образ Диво-жінки під час її показу в серіалі, а рецензент коміксів Ден Філліпс з IGN зазначив, що «вона зробила Діану дуже близьким і симпатичним персонажем».
Актриса Галь Гадот описала Диво-жінку як «ідеалістку. Досвідчену, надвпевнену у собі. Відкриту і щиру навіть у розпал жахливого, кривавого конфлікту. Має багато сильних сторін і здібностей, але, зрештою, вона жінка з високим емоційним інтелектом».
У Золотий вік Диво-жінка дотримувалася кодексу Амазонок: допомагала всім, хто її потребує, навіть жінкам, і ніколи не приймала винагороду за порятунок. і навпаки, сучасна версія персонажа, як було показано, виконує смертоносні та фатальні дії, коли не залишається іншої альтернативи, прикладом чого є вбивство Максвелла Лорда, щоб врятувати життя Супермена.
Брайан Аззарелло заявив в інтерв'ю, що нова версія персонажа 52 була написана як дуже «впевнений», «імпульсивний» і «добродушний» персонаж. Він назвав її рису співчуття як її силу і слабкість.
Відмінною рисою її характеристики є група характерних міфологічних вигуків, які починаються з «Велика Афродіта!», потім «Велика Гера!», «Милосердна Мінерва!» і «Страждальна Сапфо!», деякі з яких надала Елізабет Голловей Марстон.

### Інші версії
За таку вірну відданість Діані після смерті її боги дали божественність як Богиню Істини. Під час її короткого перебування в ролі богині Олімпу Діану замінила в ролі Чудо-жінки її мати, королева Іпполіта. На відміну від Діани, яка отримала титул Диво-жінки на честь, роль Іпполіти як Диво-жінки мала бути покаранням за її зраду в смерті Артеміди, а також за ненавмисне вбивство власної дочки.
Джон Бірн, письменник, який представив концепцію Іполити як першої Чудо-жінки, пояснив свої наміри в дописі на своїй дошці оголошень:
|  | Я думав, що одна «помилка» Джорджа в перезавантаженні Диво-жінки полягала в тому, що їй було лише 25 років, коли вона покинула Райський острів. Я віддав перевагу ідеї Діани, якій тисячі років (як, я правильно пам’ятаю, вона була в серіалі). З цієї точки зору я б хотів побачити Діану, яка була Диво-жінкою у Другій світовій війні, і повернулася в наш світ у перезавантаженні. Не маючи такої можливості, я взяв наступний найкращий курс і попросив виконати цю роль Іполиту. |

Як Диво-жінка, королева Іпполіта негайно взяла участь у місії подорожі в часі назад у 1940-і роки з Джеєм Гарріком. Після цієї місії вона вирішила приєднатися до Товариства справедливості Америки і залишалася в тій епосі вісім років, де її товариші по команді прозвали її «Поллі». У той час у неї були стосунки з Тедом Ґрантом. Іпполіта також відвідала минуле, щоб побачити свою хрещену Літу, дочку протеже Іпполіти Гелени, Фурії Золотого віку. Ці візити відбувалися щороку з точки зору юної Літи, а також пояснювали участь Іпполіти в групах JSA/JLA. Коли вона повернулася з минулого, Іполита також зайняла місце Діани в Лізі Справедливості.
Після вознесіння Диво-жінки на небо та повернення до життя в Infinite Frontier, вона офіційно дає своє благословення своїй матері Іпполіті та її сестрі-амазонці Нубії розділити титул Диво-жінки, тобто зараз є три Чудо-жінки.

## Суперсили та вміння
Діана зображується як майстерна спортсменка, акробатка, бійчиня і стратегиня, навчена та досвідчена в багатьох стародавніх і сучасних формах збройного та беззбройного бою, включаючи ексклюзивні амазонські бойові мистецтва. Завдяки її божественним здібностям, як-от незліченна надлюдська сила, майже невразливість, швидкість, політ, швидке зцілення та напівбезсмертя, бойова майстерність Діани посилюється. У деяких версіях її мати готувала її, як Диво-дівчину, до майбутньої кар'єри Диво-жінки. З самого початку її зображують висококваліфікованою людиною, яка використовує свої браслети амазонки, щоб зупиняти кулі, і володіє своїм золотим ласо. Одного разу Бетмен назвав її «найкращою рукопашницею у світі». Відомо, що сучасна версія персонажа використовує смертельну силу, коли вважає це потрібним. У серії New 52 її неперевершені бойові навички є результатом навчання амазонок, а також подальшого навчання від самого Ареса, бога війни, ще з її дитинства. Диво-жінка Золотого віку також мала освіту в галузі мистецтва та наук, а також психології, емоцій та емоційного інтелекту, як і її сестри-амазонки.

### Передкриза
Диво-жінка Золотого віку мала силу, яку можна порівняти з Суперменом Золотого віку. Диво-жінка була здатна віджимати 15 000 фунтів лежачи ще до того, як вона отримала свої браслети, а пізніше підняла над своєю головою валун вагою 50 000 фунтів, щоб надихнути амазонок на випробування. Навіть коли її надсила була тимчасово зведена нанівець, у неї все ще було достатньо смертної сили амазонки, щоб зламати двері в'язниці, щоб врятувати Стіва Тревора. В одній із своїх перших появ вона легко бігає у 60 миля/год (97 км/год), а потім стрибає з будівлі і приземляється на ноги.
Її сила була б усунена відповідно до «Закону Афродіти», якби вона дозволила, щоб її браслети зв'язали чи прикували чоловіки.
Вона також мала ряд розумових і екстрасенсорних здібностей, що відповідало інтересам Марстона до парапсихології та метафізики. Такий масив включав ESP, астральну проекцію, телепатію (з або без ментального радіо), ментальний контроль над електрикою в її тілі, амазонську здатність перетворювати енергію мозку на силу м'язів тощо. Диво-жінка вперше стала несприйнятливою до удари електричним струмом після того, як її дух звільнили від атомів за допомогою електророзпилювача доктора Психо; було також виявлено, що вона не могла надіслати ментальне радіоповідомлення без свого тіла.
Диво-жінка № 105 показала, що Діана була сформована з глини царицею амазонок, їй подарували життя та силу чотири грецькі та римські боги (інакше відомі як олімпійські божества), що відповідає її відомому епітету: «Прекрасна, як Афродіта, мудра, як Афіна, швидша за Гермеса і сильніша за Геракла», що робить її найсильнішою з амазонок. Навчання Диво-жінки на Амазонці дало їй обмежену телепатію, глибокі наукові знання та здатність розмовляти всіма мовами – навіть мови печерних людей і марсіанську.
Між 1966 і 1967 роками були додані нові можливості, наприклад супердихання.
У Срібний і Бронзовий віки коміксів Диво-жінка змогла ще більше збільшити свою силу. У часи великої потреби зняття з неї браслетів тимчасово збільшить її силу в десять разів, але призведе до того, що вона вийде з розуму.

### Посткризовий період
У посткризовому всесвіті Диво-жінка отримує свої надздібності як благословення від олімпійських божеств, як і раніше у версії Срібного віку, але зі змінами в деяких її силах: Вона вважається однією з наймогутніших істот у мультивсесвіті DC.
- Деметра, богиня землеробства і родючості, благословила Діану силою, вичерпаною з земного духу Геї … Сильніше Геракла … що робить її одним із фізично найсильніших героїв у Всесвіті DC і найсильнішою жінкою-героїнею у Всесвіті DC. Ця сила дозволила їй навіть боротися із Суперменом і Супердівчиною. Вона також встояла проти Дарксайда. Однак тепер Діана є дочкою Зевса, царя грецьких богів, тому незрозуміло, наскільки її могутність і сила є прямим результатом її божественної спадщини.[90] Її зв'язок із землею дозволяє їй зцілюватися з прискореною швидкістю, доки вона перебуває в контакті з планетою. У рідкісних випадках, коли вона була серйозно поранена, Діана демонструвала здатність фізично зливатися із землею, спричиняючи викид будь-яких травм або отрут з її тіла; такий акт вважається священним, і застосовувати його можна лише в крайніх випадках.[91]
- Афіна Паллада, богиня мудрості та війни, наділила Діану великою мудрістю, розумом і військовою доблестю. Дар Афіни дозволив Діані оволодіти понад дюжиною мов (включаючи мови інопланетного походження), кількома складними ремеслами, науками та філософією, а також лідерством, військовою стратегією та збройним і беззбройним боїм. Нещодавно Афіна прив'язала свій зір до Діани, надавши їй більше співчуття.[92]
- Артеміда, богиня полювання, тварин і Місяця, наділила Діану очима мисливиці та єдністю зі звірами, що означає, що Діана може спілкуватися з усіма тваринами, включаючи динозаврів. Здатність «мисливські очі» дає Діані повний спектр розширених органів чуття, включаючи телескопічний зір і суперслух.
- Гестія, богиня домашнього вогнища, дарувала Діані сестринство з вогнем. Доведено, що ця сила контролює «Вогні правди», якими Діана володіє через своє ласо, унеможливлюючи брехню.[93] Ця здатність також надає їй опір як звичайному, так і надприродному вогню.
- Гермес, бог-посланник швидкості, дарував Діані надлюдську швидкість і здатність літати.[93] Вона здатна літати зі швидкістю, що наближається до половини швидкості світла.[91] Вона може реагувати досить швидко, щоб відбивати кулі, лазери та інші снаряди своїми практично непробивними браслетами. Після перезапуску персонажа у 2011 році Диво-жінка не має природної здатності до польоту. Вона отримує його, коли її влучає перо, кинуте Гермесом.[94][95]
- Афродіта, богиня кохання, наділила Діану приголомшливою красою, а також добрим серцем.

Незважаючи на те, що вона не зовсім невразлива, вона дуже стійка до великої кількості ударів і екстремальних температур. Однак холодна зброя або снаряди, застосовані з достатньою силою, здатні пробити її шкіру.
Вона здатна астрально проектувати себе в різні країни міфів. Її фізичне тіло реагує на все, що відбувається з нею на міфічному астральному рівні, залишаючи її тіло порізаним, синцям або іноді зміцненим, коли її розум і тіло возз'єднуються. Вона, очевидно, може покинути планету за допомогою медитації, і зробила це одного разу, щоб врятувати Артеміду, коли вона була в пеклі.

### New 52
Після перезапуску New 52 у 2011 році Діана отримала нові сили. Ці нові здібності, які вже включали надлюдську силу, надлюдську швидкість, витривалість, безсмертя, прискорене зцілення та навіть політ, з'явилися на додаток до її попередньої об'єднаної сили олімпійки та амазонки. Крім того, браслети Діани тепер можуть створювати громовий вибух або виганяти блискавку, коли вона стикається з ними, однак браслети не є джерелом її сили, вона належить Діані. Для будь-якого іншого користувача рукавиці амазонки не мали б здатності. Діана також може керувати блискавками та створювати зброю з блискавок. Ці нові здібності приписують тому, що вона дочка Іпполіти та Зевса. Тепер її сили вважаються майже невимірними, якщо вона обійдеться без браслетів підкорення, які контролюють її сили напівбога. Вона використовує ці здібності в битві проти богині Артеміди та швидко втрачає свідомість серією ретельно підібраних контратак. Коли вона використовувала свої божественні сили, її вбрання та спорядження засяяли, а очі сяяли, як у її батька.
Ставши богом війни на сторінках «Диво-жінки», Діана успадковує божественні здібності Ареса. Діана не продемонструвала повну силу в ролі Війни, але її видно в Супермені/Диво-жінці № 8, яка легко вступає в телепатичний зв'язок із солдатом, пояснюючи: «Я — Війна. Я знаю всіх солдатів, і вони знають мене».

### Всесвіт DC
DC Comics припинила брендинг Rebirth у грудні 2017 року, вирішивши включити все під більший бренд DC Universe. Послідовність, встановлена Rebirth, продовжується в назвах коміксів DC, включаючи п'ятий том Диво-жінки.

## Екранізації
Диво-жінка зображалася як у кіно, так і на телебаченні: Кеті Лі Кросбі, Ліндою Картер.
У фільмах Розширеного всесвіту DC Диво-жінку втілила Галь Гадот:
- Диво-жінка (2017)
- Диво-жінка 1984 (2021)

Шеннон Фарнон, Сьюзен Айзенберг, Меггі К'ю, Люсі Лоулес, Кері Расселл, Кейт Бекінсейл, Розаріо Довсон, Кобі Самлдерс та Холзі, серед інших, надали голос персонажці для анімаційних адаптацій.

### Диво-жінка: другий генезис
Диво-жінка: другий генезис — комікс-історія про Диво-жінку, написана Джоном Берном, у якій вона об'єдналась з полісменом Майком Шорром, щоб врятувати Теміскіру.
Поле бою — Райський острів, країна амазонок. Принцеса Діана випадково об'єднується з детективом Майком Шорром, якого рятує у барі від злочинців, що намагалися його вбити, і вступає в поєдинок з безжальним правителем планети Апоколіпс — богоподібним тираном Дарксайдом. Діана стає новою правителькою Теміскіри і саме вона і її сестри стають живим щитом, рятуючи олімпійських богів і сам Всесвіт від знищення.

## Культурний вплив
У багатьох історіях Диво-жінка власноруч рятувала себе від неволі, долаючи троп «діви у біді», поширений у коміксах 1940-х.
Диво-жінка — адаптована і представлена в різних медіа — від радіо до телебачення та кіно, вона з'являється серед товарів, що продаються по всьому світу, таких як одяг, іграшки, ляльки, ювелірні вироби та відеоігри.
21 жовтня відзначається День Диво-жінки, приурочений до випуску її першої появи в All Star Comics № 8 (за винятком 2017 року, який пройшов у день 3 червня, щоб зв'язати з випуском однойменного фільму).